# Stratfor

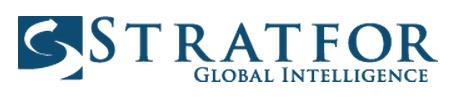
Logo von Stratfor, 2012

Strategic Forecasting, Inc (abgekürzt Stratfor) ist ein US-amerikanischer Informationsdienst, der Analysen, Berichte und Zukunftsprojektionen zur Geopolitik, zu Sicherheitsfragen und Konflikten anbietet.

## Produkte und Unternehmensgeschichte
Täglich veröffentlicht Stratfor Länderberichte sowie Analysen zu globalen und regionalen Konflikten. In seinen Analysen bringt Stratfor nicht nur Hintergrundinformationen zu aktuellen politischen und wirtschaftlichen Entwicklungen, sondern erschließt aus den Bestimmungsfaktoren einer Konfliktlage oder Ländersituation zugleich Prognosen für die Zukunft.
Das Expertenteam des Unternehmens besteht aus Politologen, Ökonomen und Sicherheitsexperten, die über „Informanten“ in allen Regionen der Welt verfügen und eine Vielzahl von allgemein zugänglichen und verdeckten Quellen auswerten. Das US-Magazin Barron’s bezeichnete Stratfor aufgrund seiner nachrichtendienstlichen Eigenschaften 2010 als „Schatten-CIA“.
Stratfor wurde 1996 von dem US-amerikanischen Geopolitik- und Sicherheitsexperten George Friedman gegründet. Den Unternehmenssitz legte er bewusst nicht in die US-Hauptstadt Washington, sondern in die zu politischen Querelen distanziertere Universitätsstadt und Wirtschaftsmetropole Austin/Texas. Vor seinem Rücktritt im Mai 2015 war Friedman fast 20 Jahre lang CEO und dann Vorsitzender von Stratfor.
George Friedman steht heute dem Unternehmen Geopolitical Futures vor, das er auch gründete.

## Dienste
Seit 1996 publiziert Stratfor einen täglichen Bericht mit Kommentaren zu aktuellen Entwicklungen. Dieser Service wird heute über das Internet angeboten und steht für ein Bezahlabo jedem Interessierten zur Verfügung.

## Kunden
Die Liste der Kunden wurde bisher von Stratfor nicht veröffentlicht, ist aber teilweise über WikiLeaks einsehbar. Es greifen beispielsweise einige internationale Konzerne, insbesondere aus der Rohstoffbranche, auf Stratfor zurück. Außerdem werden auch staatliche Organisationen mit Informationen versorgt.
Viele größere US-amerikanische Medien verwenden Stratfor für Hintergrundinformationen oder als Quelle. Auch deutschsprachige Medien nutzen Stratfor.

## Hackerangriff
Am 24. Dezember 2011 wurde nach einem Hackerangriff, der Mitgliedern des Kollektivs Anonymous im Rahmen der Aktion LulzXmas zugeschrieben wurde, eine Kundenliste mit rund 4000 Einträgen veröffentlicht. Die Hacker verschafften sich eigenen Angaben zufolge Zugriff auf mehr als 200 Gigabyte Daten und kündigten an, mit den erbeuteten Kreditkartennummern, die unverschlüsselt abgespeichert waren, Überweisungen an Hilfsorganisationen zu tätigen. Insgesamt wurden mehr als 10.000  Karten verwendet, um mindestens 700.000 US-Dollar illegal zu überweisen. Am 31. Dezember wurden 75.000 Namen, Adressen, Kreditkartennummern und Passwörter von Kunden und 860.000 Benutzernamen und Passwörter ins Netz gestellt.

### Verursacher
Andreas Bogk, Sprecher des Chaos Computer Clubs und als Abonnent des Stratfor-Newsletters selbst von der Aktion betroffen, kritisierte die mangelhaften Vorkehrungen des Unternehmens zur Wahrung der Informationssicherheit. Ungewissheit bestand über die Identität der Angreifer. In einer am 25. Dezember 2011 veröffentlichten „Pressemitteilung“ von Anonymous wurde jegliche Beteiligung abgestritten und der Hack als Missachtung der Pressefreiheit verurteilt.

### Sicherheitslücken
Nach Mitte Juni 2014 in einschlägigen Medien veröffentlichten Erkenntnissen wurde das Hacken des Stratfor-Servers durch erhebliche Sicherheitsmängel bei Stratfor erleichtert. So sei weder eine wirksame Firewall noch eine Protokollierung der über die Fernwartung erfolgten Zugriffe eingerichtet gewesen. Die Server waren durchgängig über Remote-Access-Ports per Secure Shell und Windows Remote Desktop zugänglich gewesen.

### Wikileaks
Am 27. Februar 2012 begann Wikileaks in Kooperation mit 25 Medienpartnern mit der Veröffentlichung von über fünf Millionen unternehmensinternen E-Mails unter dem Namen The Global Intelligence Files. WikiLeaks verfolgt das Ziel, das Informantennetz des Unternehmens zu enttarnen sowie die aus Sicht von WikiLeaks fragwürdigen oder illegalen Methoden von Stratfor darzustellen.

„Um zu belegen, dass Stratfor eher ein privat und unkontrolliert arbeitender Geheimdienst sei, führt WikiLeaks etwa eine E-Mail des Stratfor-Gründers und Chefs George Friedman an eine Mitarbeiterin an.“

Darin heißt es:

„Wenn dies eine Quelle ist, von der du glaubst, dass sie wertvoll sein könnte, musst du die Kontrolle über sie gewinnen. Kontrolle heißt finanzielle, sexuelle oder psychologische Kontrolle.“

Im November 2013 wurde der mutmaßliche Hacker Jeremy Hammond nach seinem Geständnis zu einer Haftstrafe von 10 Jahren verurteilt.